# Brekovo
Brekovo es un pueblo ubicado en la municipalidad de Arilje, en el distrito de Zlatibor, Serbia.

## Superficie
Posee una superficie de 29,14 kilómetros cuadrados.

## Demografía
Hasta 2011 la población era de 504 habitantes, con una densidad de población de 17,30 habitantes por kilómetro cuadrado.